# Georg Dietrich Tschierske
Georg Dietrich (Diedrik) Tschierske (Tschierscke) var en dansk-holstensk arkitekt og havearkitekt, der var særligt virksom i Plön i Holsten og i Danmark i tiden ca. 1749 – 1780.

## Biografi
Tschierske blev født i Plön i Hertugdømmet Holsten som søn af hofgartner Georg Tschierske. Det vides, at han giftede sig den 19. januar 1770 i Odense med Henrica Axel Lund. Han blev uddannet som bygmester og havearkitekt under protektion af hertug Frederik Carl af Slesvig-Holsten-Sønderborg-Plön. Han blev hofbygmester ved hertughoffet i Plön i 1757.

## Værker
- Valdemars Slots gårdanlæg med porthuse og tepavillon (fra 1754)
- Projekt til ombygning af Christianssæde (ca. 1760)
- Juelsberg (1773-80, signeret projekt, sammen med Georg Erdman Rosenberg)
- Langesø (første projekt og byggeledelse 1774-78, signeret projekt i Langesø godsarkiv)

Haveanlæg
- Holstenshus' have (1753, delvis udført)
- Løgismoses have (signeret plan, Nationalmuseet, København)

Tilskrivninger ifølge Christian Elling
- Frederiksdal på Lolland (1756)
- Lundsgård (1767)
- Overgade 66, Odense (ca. 1760)

Tilskrivninger ifølge Hakon Lund
- Berritsgårds have (formentlig 1761-65)

Tegninger
- Fortegninger til perspektiviske stik af haverne ved Plön Slot (1749, stukket af Christian Fritzsch)
- Slottet og haven i Traventhal (1760, stik af G.D. Haumann)